# Oreobates choristolemma
Espèce
Synonymes
- Ischnocnema choristolemma Harvey & Sheehy, 2005

Statut de conservation UICN

 DD  : Données insuffisantes
Oreobates choristolemma est une espèce d'amphibiens de la famille des Craugastoridae.

## Répartition
Cette espèce est endémique de la province de Caranavi dans le département de La Paz en Bolivie. Elle se rencontre à environ 1 000 m d'altitude dans la Serranía de Bella Vista. 
Sa présence est incertaine au Pérou.

## Publication originale
- Harvey & Sheehy, 2005 : A new species of Ischnocnema (Anura: Leptodactylidae) from La Paz, Bolivia. Herpetologica, vol. 61, no 3, p. 268-275 (texte intégral).